# Crossfire (manga)
Crossfire se refiere a tres historias de Kōta Hirano, que es más conocido por ser el autor de Hellsing, donde aparecieron al final de los tres primeros Volúmenes del Manga. Las historias se centran en la sección XIII del Vaticano, más conocida como la Organización Iscariote.

## Sinopsis
Crossfire, sigue a dos de sus miembros, Heinkel Wolfe y Yumie Takagi, una asesina y una monja católica que trabajan para la Organización Iscariote. Se llaman a sí mismas, como unas "agentes terrenales del castigo divino". También aparecen cameos de Alexander Anderson y Enrico Maxwell. Una de las diferencias entre Enrico de Crossfire y la versión de Hellsing, es que tiene gafas y su cabello no es del todo plateado como en Hellsing, además, aparece un distribuidor de armas que se asemeja a Walter C. Dornez.
A través de los tres capítulos, Heinkel y Yumie enfrentan una variedad de oposición, incluyendo terroristas islámistas, comunistas revolucionarios y por último, un oscuro culto pagano. Ninguno de ellos plantean cualquier amenaza real para ellos.

## Personajes
Heinkel Wolfe (ハインケル・ウーフー,Hainkeru Ūfū)
La líder no oficial del dúo, Heinkel Wolfe a menudo es la que usa la fuerza en situaciones de vida o muerte. Técnicamente, Wolfe es una monja, viste en forma de un sacerdote, pero actúa ni como una mujer ni un hombre, a lo cual, muchos fanes la consideran andrógina. Ella puede ser calmada y sensata, aunque con un grado de fanática católica. Su principal arma es una pistola semiautomática Desert Eagle calibre .50 modificada.
Yumie Takagi (高木 由美江,Takagi Yumie) y Yumiko Takagi (高木 由美子,Takagi Yumiko) 
Yumiko Takagi es la socia de Wolfe, aunque desde el primer vistazo, es difícil imaginar que esta japonesa suave, formaría parte de una organización católica violenta que caza personas. Sin embargo, Yumiko tiene una doble-personalidad. Su otra personalidad, Yumie, es una asesina ultraviolenta que usa una katana para cumplir con el mandato del señor, cuya devoción a la iglesia católica la enfoca a ser una amenaza a sus enemigos. Usa una técnica con su katana, que se denomina "tougen battou jai ryuu", una disciplina de espada, la cual, saca rápidamente de su estuche y la cual, sale disparada a una velocidad increíble en ataque, que a menudo es una velocidad demasiado rápida para que sus contrincantes puedan reaccionar. Pero cómo Yumie había aprendido esto pese a ser parte de Yumiko es desconocido.
Las dos personalidades son fáciles de recordar: Yumiko lleva lentes, mientras que Yumie no. Yumiko también es consciente de la presencia de Yumie, pero ella le gustaría ver a Yumie "durmiendo" en lugar de despertarla... debido a la violencia que puede causar.

## curiosidades
- Los tres primeros volúmenes de Hellsing (El trabajo de más famoso de Hirano Kouta) contiene Crossfire al final de cada Volumen, como un extra.

- El diseño de Enrico Maxwell es significativamente diferente en Crossfire en comparación con Hellsing. Justo después de la historia principal en el Volumen 2, Hirano modificó su apariencia para que él no se pareciera demasiado a Integra Hellsing.

- Datos: Q85867048